# Yoshinori Doi
Yoshinori Doi (Tokushima, 2 april 1972) is een voormalig Japans voetballer.

## Carrière
Yoshinori Doi speelde tussen 1995 en 2002 voor Otsuka Pharmaceutical en Kawasaki Frontale.

## Statistieken
| Japan   | Japan                 | Japan           | League | League | Emperor's Cup | Emperor's Cup | J-League Cup | J-League Cup | Totaal | Totaal |
| Seizoen | Club                  | League          | Wed.   | Goals  | Wed.          | Goals         | Wed.         | Goals        | Wed.   | Goals  |
| ------- | --------------------- | --------------- | ------ | ------ | ------------- | ------------- | ------------ | ------------ | ------ | ------ |
| 1995    | Otsuka Pharmaceutical | Football League | 23     | 0      | 1             | 0             | -            | -            | 24     | 0      |
| 1996    | Otsuka Pharmaceutical | Football League | 21     | 0      | 4             | 0             | -            | -            | 25     | 0      |
| 1997    | Kawasaki Frontale     | Football League | 13     | 0      | 2             | 0             | -            | -            | 15     | 0      |
| 1998    | Kawasaki Frontale     | Football League | 18     | 0      | 0             | 0             | 3            | 0            | 21     | 0      |
| 1999    | Kawasaki Frontale     | J. League 2     | 25     | 0      | 4             | 0             | 1            | 0            | 30     | 0      |
| 2000    | Kawasaki Frontale     | J. League 1     | 2      | 0      | 0             | 0             | 1            | 0            | 3      | 0      |
| 2001    | Kawasaki Frontale     | J. League 2     | 9      | 0      | 6             | 0             | 3            | 0            | 18     | 0      |
| 2002    | Otsuka Pharmaceutical | Football League | 8      | 0      | 1             | 0             | -            | -            | 9      | 0      |
| Totaal  | Totaal                | Totaal          | 89     | 0      | 18            | 0             | 8            | 0            | 145    | 0      |